# بهية وخمسة وجوه مصرية (مسرحية)
بهية وخمسة وجوه مصرية مسرحية من تأليف الكاتبة كرمة سامي عام 2013. المسرحية من نوع المونودراما، بطولة شخص واحد، تعرض المسرحي خمس لوحات أدبية خاصة بأحوال المرأة المصرية. المشهد الأول «لا بريمادونا»، والثاني «أمينة»، أما الثالثة «صح.. النمرة غلط» والرابعة «الدِكة» أما اللوحة الختامية فهي «هذا هو ابني». صدرت عن دارة الكرز للنشر والتوزيع.